# Història dels Estats Units (1991-present)
La història dels Estats Units des de 1991 fins al present comença després de la caiguda de la Unió Soviètica, que va marcar el final de la Guerra Freda, i va deixar els EUA sense rival com a superpotència dominant del món. Els EUA van tenir un paper destacat en la participació militar en el'Orient Mitjà. Els EUA, liderant una coalició internacional sota el paraigües de l'ONU van expulsar una força iraquiana d'invasió de Kuwait, un aliat a l'Orient Mitjà dels EUA, a la Guerra del Golf Pèrsic. En el front intern, el demòcrates tornaren a la Casa Blanca amb l'elecció de Bill Clinton el 1992, quan l'independent Ross Perot va aconseguir el 19% dels vots - durant un temps Perot liderà les enquestes. En els eleccions legislatives de 1994, el republicans va obtenir el control del Congrés per primera vegada en 40 anys. La contesa entre Clinton i els republicans al Congrés inicialment va donar lloc a una tancament del govern federal després d'una crisi pressupostària, però més tard van treballar junts per aprovar la reforma de l'Estat del benestar, el Programa d'Assegurança de Salut Infantil de l'Estat, i un pressupost equilibrat. Els càrrecs de l'escàndol Lewinsky va portar a l'impeachment de Clinton el 1998 per part de la Cambra de Representants, però més tard va ser absolt pel Senat. L'economia dels EUA es va disparar amb l'entusiasme per les indústries d'alta tecnologia en la dècada del 1990 fins fins al "crack" del NASDAQ i l'explosió de la bombolla puntcom i la recessió de principis de 2000 va marcar la fi del creixement econòmic sostingut.
L'any 2000, el republicà George W. Bush va ser elegit president en una de les eleccions més renyides i més controvertides en la història dels EUA. Al principi del seu mandat, el seu govern va aprovar la reforma de l'educació i mesures de reducció d'impostos per tal d'estimular l'economia. Després dels Atemptats de l'11 de setembre de 2001, els EUA es van embarcar en la Guerra contra el terrorisme, que va començar el 2001 amb la guerra de l'Afganistan. El 2003, els EUA envaïren l'Iraq, i deposaren el controvertit règim de Saddam Hussein, però també va donar lloc a un perllongat conflicte que es perllongaria al llarg de tota la dècada. Es va crear el Departament de Seguretat Nacional i la controvertida Patriot Act va passar a reforçar els esforços nacionals contra el terrorisme. El 2006, les crítiques sobre la gestió dels desastres de l'huracà Katrina (que va afectar la Costa del Golf el 2005), els escàndols polítics i la creixent impopularitat de la guerra de l'Iraq van ajudar els demòcrates a aconseguir el control del Congrés. Saddam Hussein més tard va ser jutjat, acusat de crims de guerra i crims contra la humanitat i executat a la forca. El 2007, el president Bush va ordenar augmentar el nombre de tropes a l'Iraq, el que finalment va conduir a la reducció de les baixes. El col·lapse de la bombolla immobiliària, que va conduir a la Recessió global 2008-2012, va ajudar els demòcrates a guanyar la Presidència en 2008 amb l'elecció de Barack Obama. El govern va atorgar grans préstecs i paquets d'estímul econòmic per tal de millorar l'economia. Les iniciatives nacionals d'Obama també van incloure la Llei de Protecció al Pacient i Cura de la Salut Assequible, que per mitjà de grans reformes en el sistema sanitari nord-americà, va crear un Programa d'Assegurança Nacional de Salut. El president Obama finalment va retirar les tropes de combat de l'Iraq, i va canviar els esforços del país en la guerra contra el terrorisme a l'Afganistan, on es va iniciar un augment de les tropes el 2009. El 2010, a causa del continu descontentament públic amb la situació econòmica, la desocupació i la despesa federal, els republicans van recuperar el control de la Cambra de Representants i reduïren la majoria demòcrata al Senat. El 2011, Obama va anunciar que el líder d'Al-Qaida Osama bin Laden havia estat abatut per les forces nord-americanes durant una operació secreta al Pakistan, mentre que la Guerra d'Iraq va ser declarada formalment en el mateix any. A l'any següent, Obama va ser reelegit president. El juny de 2013, la Cort Suprema va revocar la Secció 3 de la Llei de Defensa del Matrimoni, el que va resultar en el reconeixement legal, per part del govern federal, dels matrimonis entre persones del mateix sexe.

## Globalització i nova economia
El mandat de Clinton serà recordat per l'enfocament intern de la nació durant aquest període. Mentre a principis dels anys 90 l'economia dels Estats Units es trobava en recessió, la recuperació es va iniciar a partir de 1994 i va començar a accelerar-se gràcies a un boom creat per la tecnologia. Les tecnologies d'Internet i afins van fer les seves primeres i àmplies incursions en l'economia, el que va provocar una bombolla a Wall Street impulsada per la tecnologia, un fet que el president del Sistema de la Reserva Federal Alan Greenspan descrigué el 1996 com a «exuberància irracional». Pels volts de 1998, l'economia estava en auge i la desocupació estava per sota del 5%.
Després de la dissolució de la Unió Soviètica el 1991, els Estats Units eren la potència militar dominant al món. Diversos conflictes localitzats, com ara les d'Haiti i els Balcans impulsaren el President Bill Clinton a enviar tropes estatunidenques com a Cascos Blaus de les Nacions Unides, la qual cosa va reactivar la controvèrsia de l'època de la Guerra Freda sobre si fer de policia de la resta del món era pròpiament un paer dels Estats Units. Els radicals islàmics a l'estranger amenaçaren fortament amb atacs contra els EUA per la seva presència militar a l'Orient Mitjà, i fins orquestraren un primer atac contra el World Trade Center, un camió bomba contra les torres bessones de Nova York, el 1993, així com un cert nombre d'atacs mortals contra interessos dels Estats Units a l'estranger.
La immigració, la major part d'Amèrica Llatina i Àsia, va créixer durant la dècada de 1990, i va establir les bases per als grans canvis en la composició demogràfica de la població dels EUA en les pròximes dècades, com ara els hispans que reemplacen els afroamericans com a minoria més important. Tot i més difícils controls fronterers després dels atemptats de l'11 de setembre de 2001, prop de 8 milions d'immigrants vingueren als Estats Units des de 2000 al 2005— més que en qualsevol altre període de cinc anys en tota la història de la nació per. Gairebé la meitat entraren de manera il·legal.

### Bombolla puntcom
A principis del 2000 al 2001 es va produir la dramàtica explosió de la Bombolla puntcom. L'entusiasme per les perspectives de les accions d'Internet va donar lloc a un enorme augment en els principals índexs. No obstant això, desenes d'empreses d'Internet posades en marxa van fracassar, ja que moltes de les sublims promeses anunciades pel nou món de la web no es van materialitzar. El 10 de març del 2000, el NASDAQ assolí els 5,048.62 punts, més del doble del seu valor just un any abans. La crisi va començar el 13 de març de 2000, la qual cosa va provocar una reacció en cadena de la venda que s'alimentava de si mateixa, ja que els inversors, fons i institucions liquidaven les seves posicions. En només sis dies, el NASDAQ havia perdut gairebé un nou per cent, i havia arribat a 4.580 el 15 de març. El 2001, la bombolla es desinflava a tota velocitat. La majoria de les punt-com van cessar la seva activitat després de l'explosió a través del capital de risc, sense que moltes d'elles haguessin obtingut mai cap benefici.
El 2002, la taxa de creixement del PIB es va elevar fins al 2,8%. Un problema important a curt termini en el primer semestre de 2002 es va donar quan es va registrar un fort descens en el mercat de valors, impulsat en part per l'exposició de les pràctiques comptables dubtoses en algunes grans empreses. Un altre va ser la desocupació, que va experimentar el període més llarg de creixement mensual des de la Gran depressió. Els Estats Units van començar a recuperar-se de la recessió post-11/9 en 2003, però la solidesa del mercat (creixement del PIB del 7%), juntament amb la taxa d'atur (per sobre del 6%), va portar a alguns economistes i polítics a referir-se a això com una situació de "creixement sense ocupació". Amb tot i això, el creixement econòmic va continuar a bon ritme fins a principis de 2008 i la desocupació va caure per sota del 5%.

## Conflictes

### Guerra del Golf
La considerable dependència del món industrialitzat del petroli a partir de la dècada de 1930, amb gran part de les reserves provades de petroli situades en països de l'Orient Mitjà, es va fer evident als EUA, per primera vegada en les conseqüències de la crisi del petroli del 1973 i posteriorment en la segona crisi energètica de 1979. Tot i que en termes reals, els preus del petroli van retrocedir als nivells pre-1973 al llarg de la dècada del 1980, la qual cosa va comportar un guany inesperat per als països consumidors de petroli (sobretot Amèrica del Nord, Europa Occidental i Japó), les vastes reserves dels principals productors de l'Orient Mitjà garanteixen a la regió la seva importància estratègica. Al començament de 1990 la política del petroli encara resultava tan perillosa com ho va ser en la dècada de 1970.
El conflicte a l'Orient Mitjà va provocar una nova crisi internacional el 2 d'agost de 1990, quan l'Iraq va envair i va tractar d'annexar-se el veí Kuwait. Els funcionaris estatunidencs temien que Hussein estigués llavors a la vora d'un conflicte armat amb la rica en petroli Aràbia Saudita, un aliat proper de Washington des de 1940. Les Nacions Unides condemnaren la invasió com un acte d'agressió; El President Bush comparà Hussein amb Adolf Hitler i va declarar que si els Estats Units i la comunitat internacional no actuaven, l'agressió es fomentaria en altres parts del món. El Consell de Seguretat de l'Iraq va donar un termini per abandonar Kuwait, però Saddam Hussein ho va ignorar, i el Consell de Seguretat va autoritzar una resposta militar. La guerra va començar el gener de 1991, les tropes nord-americanes que formaven la major part de la coalició que va participar en l'Operació Tempesta del Desert. Quan les tropes iraquianes es van retirar de Kuwait a final de febrer, l'Iraq havia perdut uns 20.000 soldats, amb algunes fonts citen unes 100.000 víctimes al costat iraquià.

### Conflictes a Somàlia, Bòsnia, Kosovo, i l'Orient Mitjà

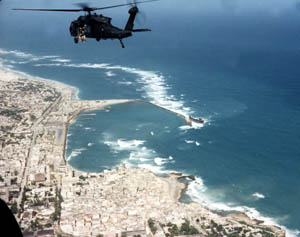
Un helicòpter nord-americà sobrevola la costa de Somàlia durant la Batalla de Mogadiscio, part de la participació dels EUA a Somàlia a principis de 1990.

Al desembre de 1992, el president Bush va enviar tropes per unir-se a l'Operació Restaurar l'Esperança de l'ONU, un esforç multinacional per restaurar l'ordre i proporcionar ajuda humanitària a Somàlia, que estava sent destrossada per la guerra civil, la fam i els senyors de la guerra. En l'estiu de 1993, la situació s'havia deteriorat. Després de 24 soldats pakistanesos morissin al juny de 1993, l'ONU va aprovar una resolució que demanava la detenció i l'enjudiciament dels responsables de l'atac. Sota el lideratge del president electe Bill Clinton, les forces nord-americanes van llançar un atac concentrat sobre la fortalesa d'Aidid a Mogadiscio en l'anomenada Operació Serp Gòtica. A l'octubre de 1993, 18 soldats van morir i 84 van resultar ferits en la Batalla de Mogadiscio. Després de l'atac, Clinton va ordenar a les forces nord-americanes que es retiressin de la regió; l'últim soldat estatunidenc abandonava la regió el 1995, i Clinton va cessar el seu secretari de Defensa, Les Aspin, que no havia enviat forces suficients.
A mitjans de la dècada de 1990, Estats Units van estar involucrats en la Guerra de Bòsnia a través de l'Organització del Tractat de l'Atlàntic Nord (OTAN), més en particular, en la campanya de bombardejos de 1995, que va donar lloc finalment als Acords de Dayton que van acabar amb la guerra el 1995. A principis de 1998, la regió va esdevenir un cop més volàtil que va esclatar la guerra entre l'exèrcit entre la República Federal de Iugoslàvia i l'Exèrcit d'Alliberament de Kosovo, un grup guerriller. Una campanya de bombardejos de l'OTAN de 1999 va colpejar Iugoslàvia, el que resultà en la mort de centenars de soldats iugoslaus i civils. Com a resultat d'això, Iugoslàvia es va retirar de Kosovo i Kosovo es va convertir en un estat independent.
El president Clinton també va ordenar els atacs de míssils de creuer sobre l'Iraq de 1996 i els bombardejos sobre l'Iraq de 1998, que es van posar en marxa en resposta a la violació de diverses resolucions de l'ONU per part de Saddam Hussein, incloent la repressió de les minories ètniques (kurds i l'expulsió dels inspectors d'armes de l'ONU. La campanya de 1998, en particular, estava destinat a desestabilitzar el govern iraquià i degradar el poder de Hussein. Clinton també va signar l'Iraq Liberation Act per consignar fons per als grups d'oposició iraquians amb l'esperança d'enderrocar al règim de Hussein i establir la democràcia.
Al llarg de la dècada de 1990, els Estats Units també va tenir un paper actiu en els esforços de pau en el conflicte palestí-israelià. El president Clinton, el primer ministre israelià Yitshaq Rabbín,i el primer ministre palestí Iàssir Arafat es reuniren i signaren els Acords d'Oslo el 1993, que advocaven per la cessió gradual del control de les zones palestines als palestins a canvi de la pau (principi "pau per territoris"). No obstant això, Rabin va ser assassinat el 1995 i el 2000, la Cimera de Camp David fracassà a l'hora de produir un nou acord.

### Primers atacs d'al-Qaeda
El 1993 va començar una sèrie d'atacs cada vegada més alt perfil relacionats amb al-Qaeda, una organització militant musulmà radical liderada per Osama bin Laden. El 26 febrer de 1993, un camió bomba fou detonat al World Trade Center en la ciutat de Nova York, va posar fi a la vida de sis persones i en va fer més de 1000. L'atac estava destinat a destruir els fonaments de la torre nord, colpejant la torre a la torre sud, que destruiria els dos edificis i mataria milers de persones. Si bé això no va succeir, la bomba va causar danys considerables en els nivells més baixos de la Torre Nord. El 1994, quatre homes van ser condemnats per dur a terme l'atemptat i, en 1997, dos homes van ser condemnats per la seva participació, incloent el conductor del camió i el cervell, Ramzi Yousef.
El 25 de juny de 1996 els terroristes d'al-Qaeda atemptaren contra les Torres Khobar, un complex a l'Aràbia Saudita, on estaven allotjats militars dels EUA, mataren 19 soldats nord-americans i feriren a més de 300.
Al-Qaeda atemptà contra l'ambaixada dels Estats Units a Kenya el 7 d'agost de 1998, matà 224 persones, inclosos 12 estatunidencs. Els EUA van llançar atacs amb míssils de creuer en un camp d'entrenament terrorista a l'Afganistan. Amb tot i això no va poder destruir la vasta xarxa d'al-Qaida. IL'octubre del 2000, militants d'al-Qaeda atemptaren contra l'USS Cole davant les costes del Iemen, mataren 17 soldats i danyaren greument la nau.

### Atemptats de l'11 de setembre de 2001

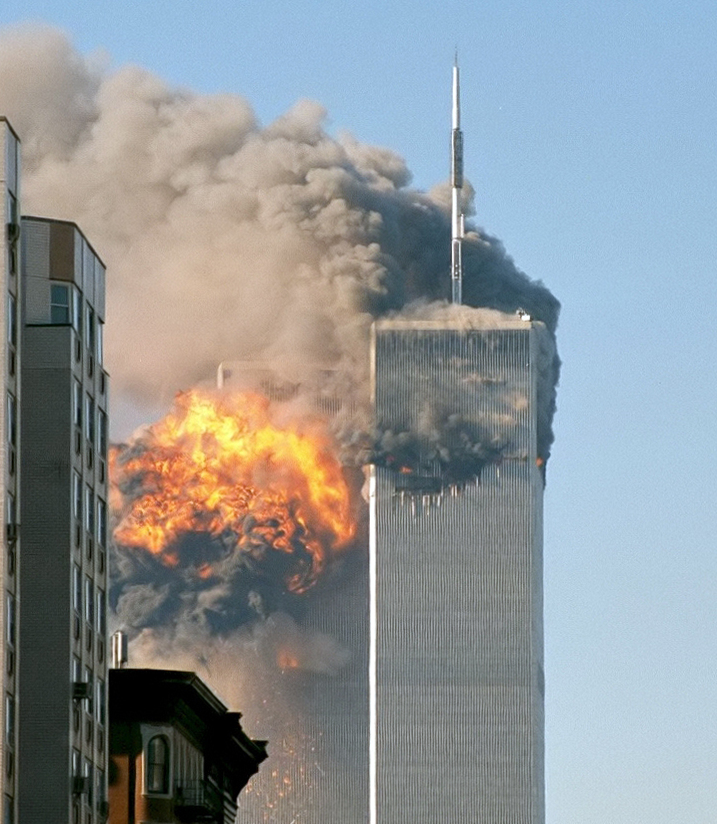
La cara nord-est de la Torre Sud del World Trade Center, després d'haver estat tocada per l'avió a la cara sud.

En el matí de l'11 de setembre de 2001, quatre avions de línies regulars van ser segrestats per 19 membres de l'organització terrorista al-Qaeda. El primer avió segrestat, Vol 11 d'American Airlines, es va estavellar contra la Torre Nord del World Trade Center a les 8:46 del matí (EST) a Nova York; un segon, el Vol 175 de United Airlines, s'estavellà contra la Torre Sud menys de vint minuts després. El tercer avió segrestat, Vol 77 d'American Airlines, s'encastà contra l'edifici del Pentàgon (la seu del Departament de Defensa dels Estats Units), a Arlington, Virginia 50 minuts després del primer atac. Després de descobrir que el seu avió havia estat segrestat, els passatgers del Vol 93 de United Airlines tractaren de recuperar el control de l'avió que havia estat redirigit cap a Washington D.C. No obstant això, després de recuperar el control dels segrestadors, l'avió es va estavellar prop d'una comunitat rural prop de Shanksville, Pennsylvania, i m moriren els 40 passatgers que hi havia a bord. Hi va haver un total de 2977 morts. L'atac de l'11 de setembre va ser l'incident terrorista internacional aïllat més mortífer. Es va reorientar l'atenció nord-americana a una llarga guerra contra el terrorisme, a partir d'un atac contra al-Qaida i els seus partidaris talibans a l'Afganistan.

### Guerra de l'Afganistan

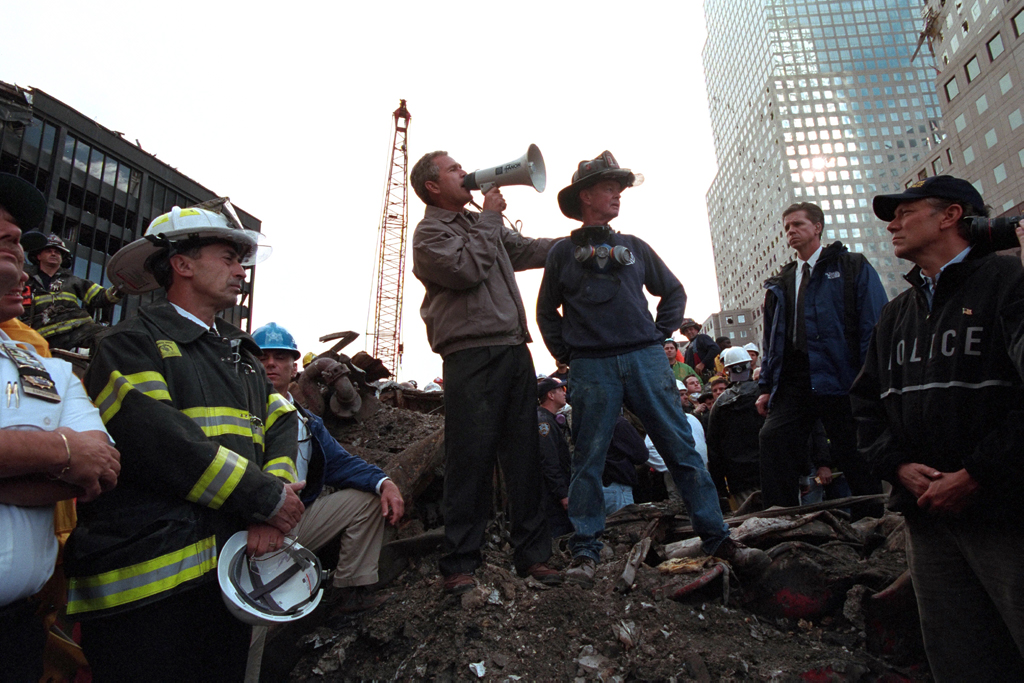
El president Bush s'adreça als treballadors de rescat de la Zona Zero a Nova York, després dels atacs de l'11 de setembre: "Pus sentir-vos. La resta del món us escolta. I els que assolaren aquests edificis ens sentiran a tots nosaltres aviat."

Després dels atacs de l'11 de setembre, el Congrés va aprovar una Autorització per a l'ús de la força militar contra els terroristes, on autoritzava el President a emprar "tota la força necessària i apropiada contra les nacions, organitzacions o persones que ell determini que planejaren, autoritzaren, cometeren o prestaren el seu ajut als atacs terroristes de l'11 setembre del 2001." Aquesta llei va donar lloc a la invasió de l'Afganistan el 2001, en la més àmplia "guerra global contra el terrorisme" del president George W. Bush. L'objectiu de la invasió de 2001, coneguda com a Operació Llibertat Duradora, era treure del poder el govern fonamentalista islàmic talibà a l'Afganistan, i capturar líders d'al-Qaida d'alt nivell, entre ells el seu fundador Osama bin Laden. La invasió, duta a terme conjuntament amb els aliats de l'OTAN dels Estats Units, va començar el 7 d'octubre de 2001, i portà ràpidament a la caiguda del govern dels talibans i a la instauració de Hamid Karzai com a president interí de l'Afganistan. A principis de 2002, després de la batalla de Tora Bora i l'èxit de l'Operació Anaconda, els Estats Units van començar a centrar-se en la intervenció militar a l'Iraq, i van desplaçar recursos militars i d'intel·ligència fora de l'Afganistan en la guerra contra el terrorisme. El Secretari de Defensa dels Estats Units Donald Rumsfeld va precisar, al maig de 2003, que el "gran combat" en el conflicte havia acabat. Amb l'aprovació de la nova constitució afganesa per part de la Loya jirga i l'elecció del president Karzai el 2004, Afganistan va celebrar posteriorment les seves primeres eleccions parlamentàries en més de 30 anys en 2005.
Amb un total de 22.000 soldats nord-americans desplegats a l'Afganistan per a maig de 2006, els EUA es van unir a la principal Operació Mountain Thrust de l'ISAF. En l'intent de sufocar la insurgència talibana al sud de l'Afganistan, més de 1.000 insurgents i 150 tropes de la ISAF van morir en l'operació de dos mesos, en el que fou el període més sagnant des del començament de la guerra el 2001. Amb una ISAF que assumia el control complet de les forces de seguretat a l'Afganistan l'octubre de 2006, els EUA va contemplar el creixent escepticisme dels seus aliats europeus sobre la guerra a la Cimera de Riga del 2006. Les relacions diplomàtiques entre els Estats Units i l'Afganistan van començar a tensar-se després de l'atac aeri d'Azizabad a la Província d'Herat d'agost de 2008, en què van morir 91 civils, entre ells 60 nens i 15 dones. L'atac va provocar protestes pels anomenats "danys col·laterals"; amb un augment del 40% en les morts de civils el 2008.

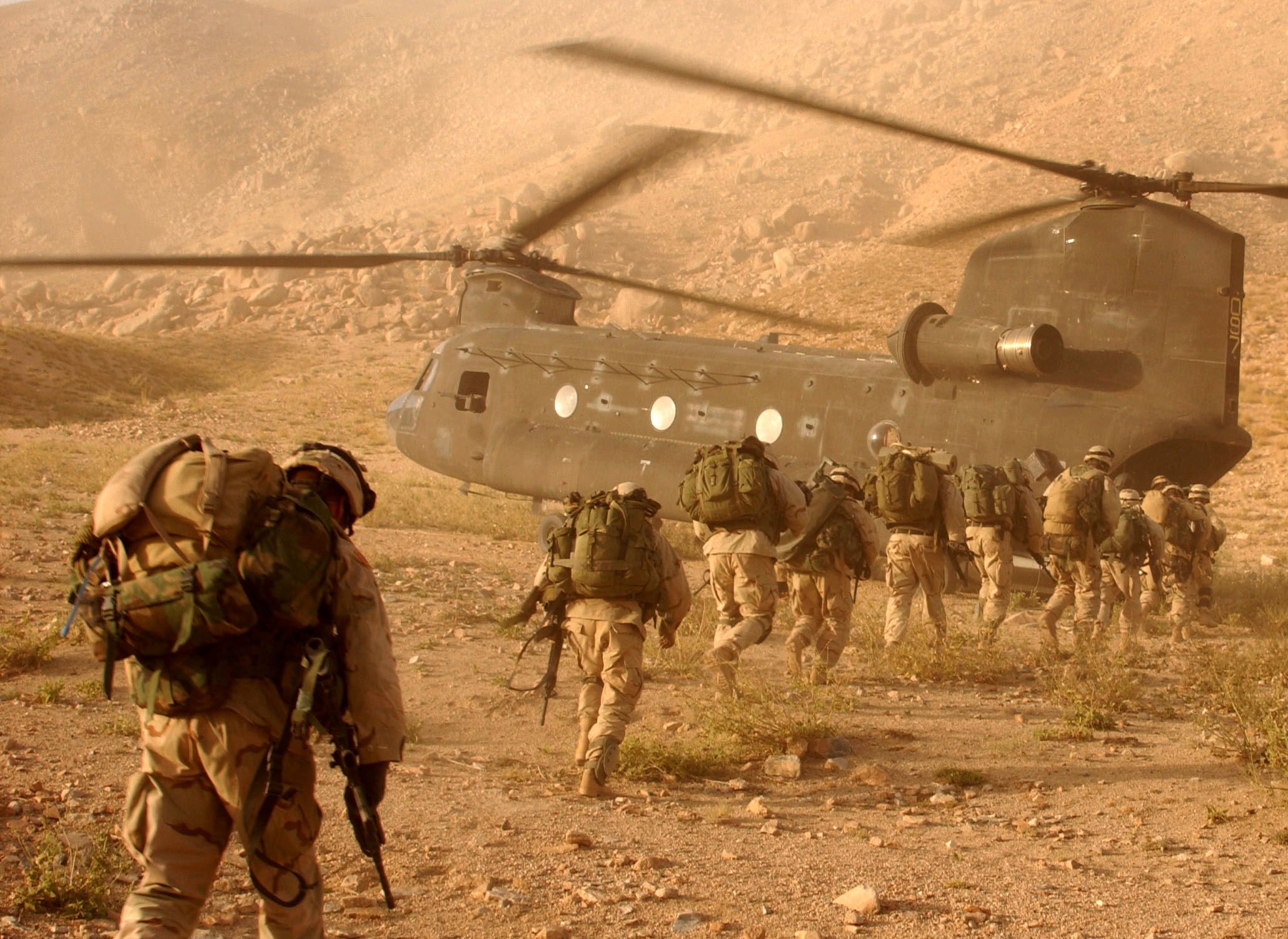
Soldats estatunidencs a l'Afganistan.

Al setembre de 2008, el president Bush va anunciar que traspassaria 4.500 soldats nord-americans de l'Iraq cap al conflicte de l'Afganistan. Això va ser seguit de l'anunci del recentment elegit president Barack Obama, al febrer del 2009, que els Estats Units desplegarien un total de 17.000 soldats addicionals a l'Afganistan. El govern d'Obama també va anunciar més tard un "augment de tropes" amb 30.000 militars nord-americans addicionals, que es desplegarien a l'estiu de 2010, i que començaria la retirada dels 100.000 soldats estatunidencs al juliol de 2011. Amb l'augment d'efectius, la ISAF va llançar l'Operació Moshtarak, una ofensiva destinada a eliminar els insurgents talibans de la província de Helmand. At 15,000 troops, it was the largest joint operation of the war.
Segons una informació apareguda a la revista Rolling Stone sobre el perfil del general de l'Exèrcit dels Estats Units d'Amèrica i comandant de l'ISAF Stanley McChrystal, McChrystal es va veure forçat a dimitir del seu càrrec després de fer unes polèmiques declaracions sobre els funcionaris de l'administració Obama. El president Obama va anunciar llavors que l'ISAF seria comandada pel general David Patraeus.
L'1 de maig de 2011, el president Barack Obama va anunciar que els EUA havien dut a terme una operació que havia acabat amb la vida del líder d'al-Qaeda Osama bin Laden al seu complex a Abbottabad, Pakistan. L'anunci va ser elogiat a tot el món, i es van produir celebracions espontànies a la Zona Zero, Times Square i a fora de la Casa Blanca. La incursió en el complex de bin Laden a Abbottabad, conduí a un augment de les tensions diplomàtiques entre els EUA i el Pakistan. Amb les morts de civils per part del programa d'avions no tripulats dels Estats Units en els anomenats "atacs de signatura" l'atac de l'OTAN de 2011 al Pakistan, que conduí a la mort de 24 militars pakistanesos, i el tancament de les línies de subministrament de l'OTAN al veí Afganistan, les relacions entre els EUA i el Pakistan segueixen estant fracturades com a conseqüència de la Guerra contra el Terror.
A mitjans de 2011 el president Obama va anunciar l'inici de la retirada dels 33.000 soldats addicionals desplegats des de l'augment de tropes de 2010. Al desembre de 2011, es va retirar un primer contingent de 10.000 soldats, i un segon contingent de 23.000 soldats es va retirar més tard al setembre de 2012.
Fins al 20 d'agost de 2013, un total de 2.255 soldats nord-americans havien mort i 18.886 havien estat ferits a causa de la guerra de l'Afganistan. Estimacions de l'Institut Watson d'Estudis Internacionals de la Universitat de Brown suggereixen també que entre 16.725–19.013 civils afganesos haurien mort a conseqüència de la guerra.

### Guerra de l'Iraq

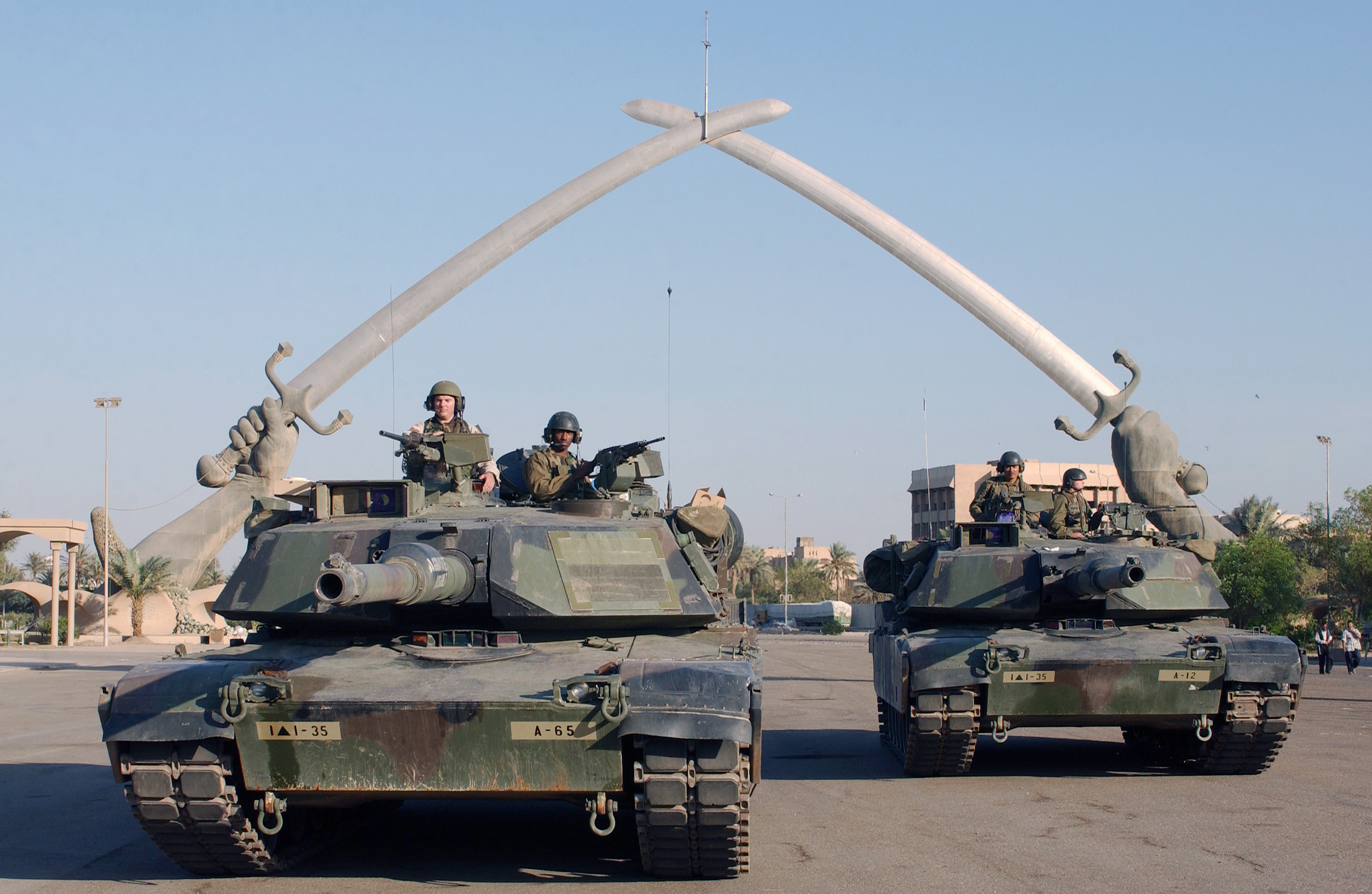
M1A1 Abrams posen per a una foto a les "mans de la victòria" a la Plaça de la Cerimònia, Bagdad,Iraq.

En el seu discurs de l'Estat de la Unió el gener de 2002, el president George W. Bush va qualificar l'Iran, l'Iraq i Corea del Nord com a l'"Eix del Mal". L'administració Bush més tard va començar a fer una acció pública per a una invasió de l'Iraq, amb l'acusació d'haver violat l'alto el foc de 1991 imposat per l'ONU, donar suport al terrorisme i estar en possessió d'armes de destrucció massiva (posteriorment, es va demostrar que l'última d'aquestes acusacions era falsa, i les dues primeres es consideren molt dubtoses per part de la majoria d'historiadors).
Alguns aliats importants dels EUA, incloent Índia, Japó, Turquia, Nova Zelanda, França, Alemanya i el Canadà, no creien que les proves de les acusacions del president estiguessin prou fonamentades per justificar una invasió a gran escala, especialment quan encara eren necessaris efectius militars a l'Afganistan. El Consell de Seguretat de l'ONU no va aprovar la invasió i, per tant, els EUA va proporcionar la major part de les forces de la invasió de l'Iraq. Amb el suport d'una coalició els socis principals de la qual incloïen el Regne Unit, Austràlia, Polònia, Espanya i Itàlia, l'Iraq va ser envaït el 20 de març de 2003.
Després de sis setmanes de combats entre la coalició i l'exèrcit iraquià, les forces invasores havien assegurat el control de moltes regions clau; Hussein havia fugit del seu palau, el seu règim estava clarament acabat; l'1 de maig, el president Bush va declarar, sota una pancarta que deia "missió complerta", que les principals operacions terrestres havien acabat. Els fills de Saddam Hussein, Qusay i Uday foren morts per les forces estatunidenques; el mateix Saddam va ser capturat al desembre de 2003 i posat sota custòdia. Tanmateix, la lluita contra la insurgència iraquiana continuà i augmentà durant les eleccions presidencials dels Estats Units de 2004 i més enllà.
Amb l'augment de les baixes i el cost de la invasió i reconstrucció de l'Iraq s'estima en més de 200 mil milions de dòlars estatunidencs, la guerra ha perdut prop d'un terç dels seus partidaris als EUA des que es va anunciar la fi de les operacions principals. Enquestes contemporànies suggerien que el descontentament internacional amb els Estats Units estava en el seu punt més alt de tots els temps, amb una majoria de persones a Europa que creia que el país era massa poderós i actuava principalment en interès propi, i una gran majoria als països predominantment musulmans que creia que els Estats Units era arrogant, agressiu, i que odiava l'Islam.
A mesura que la situació a l'Iraq esdevenia cada cop més difícil, les autoritats van començar a buscar noves opcions. Això va conduir a la formació del Grup d'Estudi de l'Iraq, una comissió no partidista presidida per James Baker i Lee H. Hamilton. Això va produir una sèrie de propostes, algunes de les més notables buscaven disminuir la presència dels EUA a l'Iraq, l'augment de la participació dels països veïns, i una major atenció a la solució d'altres conflictes locals, com el conflicte palestino-israelià. Les recomanacions van ser generalment ignorades, i en el seu lloc, el president Bush va ordenar un augment de tropes a l'Iraq el 2007 i 2008. La violència al país es va reduir en 2008 i 2009, i el paper de combat EUA va acabar a l'agost de 2010. Les forces nord-americanes es van retirar en gran nombre el 2009 i 2010, i la guerra es va declarar formalment acabada al desembre de 2011.

## Terrorisme domèstic

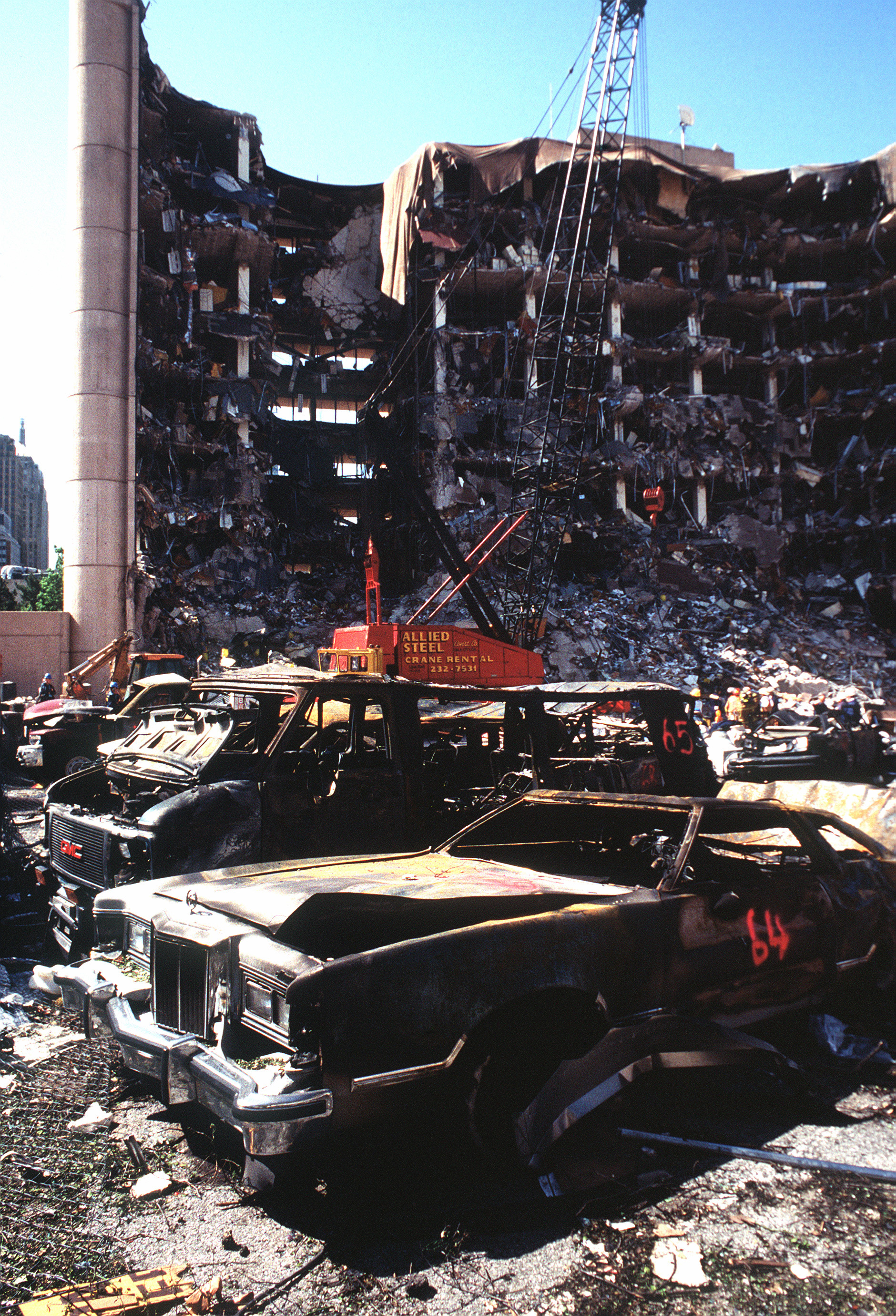
Conseqüències de l'atemptat d'Oklahoma City

Les dècades del 1990 i del 2000 van esdevenir conegudes per diversos incidents de terrorisme domèstic, usualment perpetrats per persones insatisfetes amb accions del govern federal, grans empreses, o altres aspectes de la societat nord-americana.
Al llarg dels anys 1970 i 1980, un misteriós home, conegut als mitjans de comunicació com a "Unabomber" va enviar cartes bomba a figures del món acadèmic i d'aerolínies per diverses raons. Després d'una pausa, va començar de debò una altra campanya de cartes bomba, a partir de 1993. Dues persones van morir en la dècada de 1990 i després d'una costosa i exhaustiva investigació per part de l'FBI juntament amb intens interès dels mitjans nacionals en la història va donar com a resultat la identificació i detenció de l'autor, Theodore Kaczynski, que va ser condemnat a cadena perpètua.
El 19 d'abril del 1995, va esclatar un camió bomba a l'exterior de l'Edifici Federal Alfred P. Murrah a Oklahoma City, Oklahoma, amb el resultat de 168 persones mortes i més de 600 ferides. L'atemptat es va convertir en l'acte més mortal de terrorisme domèstic als Estats Units i va conduir a reformes radicals en la seguretat dels edificis federals als Estats Units. L'autor de l'atemptat, Timothy McVeigh, era un extremista anti-governamental que va utilitzar els incidents del setge de Waco i Ruby Ridge com a justificació de la seva venjança contra el govern federal. Per bé que McVeigh volia atemptar específicament contra les agències federals involucrades en el setge de Waco, com ara l'ATF i la DEA, la bomba va posar fi a la vida de molts civils innocents, inclosos 19 nens. McVeigh va ser executat en 2001 i el seu còmplice Terry Nichols va ser condemnat a cadena perpètua.
El juliol del 1996, enmig dels Jocs Olímpics d'Estiu de 1996 al Centennial Olympic Park d'Atlanta, Georgia, va detonar una bomba de fabricació casolana, fet que provocà la mort de 2 persones i ferides a més de 100. Això va ser seguit per atacs similars en dues clíniques d'avortament i una discoteca d'ambient lèsbic. El 2003, el sospitós Eric Robert Rudolph fou arrestat i el 2005 was arrested and sentenced in 2005 to five life sentences for these attacks.
El 2001, només uns dies després dels Atemptats de l'11 de setembre de 2001, foren enviades a diverses persones cartes impregnades amb àntrax, entre les quals hi havia prominents personalitats de la comunicació i funcionaris del govern. Les cartes mataren cinc persones i n'infectaren disset més. D'aquest incident de bioterrorisme inicialment se'n feu responsable a l'organització terrorista internacional d'al-Qaeda, però el 2008, es va determinar que procedien d'un científic de Maryland amb el nom de Bruce Edward Ivins, que es va suïcidar abans de poder ser processat.
El 15 d'abril del 2013, van esclatar dues bombes prop de la línia d'arribada de la Marató de Boston a Boston, Massachusetts, amb el resultat de tres persones mortes i més de 280 ferides. Tres dies més tard, els sospitosos Tamerlan i Dzhokhar Tsarnaev van ser capturats per la policia de Boston en una fulgurant persecució, després de matar un oficial al Massachusetts Institute of Technology. Tamerlan va ser abatut en un tiroteig amb la policia i Dzhokhar greument ferit va ser detingut als voltants de Watertown l'endemà.